# If Only You Were Lonely
If Only You Were Lonely es el segundo álbum de la banda Hawthorne Heights, lanzado al mercado el 28 de febrero de 2006. Muchos fanes creen que este álbum es un poco más inclinado al punk pop que su predecesor, The Silence in Black and White (2004).

## Sencillos
- «Saying Sorry» (2006)
- «This Is Who We Are» (2006)
- «Pens and Needles» (2006)

## Lista de canciones
1. «This Is Who We Are» – 2:57
2. «We Are So Last Year» - 2:58
3. «Language Lessons (Five Words Or Less)» - 3:21
4. «Pens and Needles» – 3:15
5. «Saying Sorry» – 3:07
6. «Dead in the Water» – 3:51
7. «I Am On Your Side» – 4:14
8. «Breathing in Sequence» – 3:29
9. «Light Sleeper» – 3:26
10. «Cross Me Off Your List» – 3:40
11. «Where Can I Stab Myself In The Ears» – 3:42
12. «Decembers» – 4:45